# Фиалкова, Маркета
Маркета Фиалкова (урождённая — Маркета Немцова) (англ. Markéta Fialková; 27 марта 1956, Прага, ЧССР — 23 августа 2011, Тирана, Албания) — чешский дипломат. Посол Чехии в Польше (1990—1992 и 1993—1994) и Албании (2007—2011).

## Биография
Дочь редактора журнала Tvář (в 1960-х годах), который в период Пражской весны 1968 года был одним из основателей Совета по восстановлению Католической церкви в Чехословакии. После 1977 года её родители были членами Хартии 77 и Комитета защиты незаконно преследуемых лиц.
В 1977 году Маркета тоже была в числе диссидентов, подписавших Хартию 77, за что была лишена возможности завершить учёбу. Работала садовником в пражском Ботаническом саду, продавцом книжного магазина, санитаром в больницах.
Активистка польско-чехословацкой «Солидарности» и Движения гражданской самообороны. В качестве наблюдателя, участвовала в диссидентских процессах, неоднократно арестовывалась полицией. Несколько раз отбывала тюремный срок по политическим мотивам.
После Бархатной революции получила юридическое образование. Окончила Западночешский университет в Пльзене.
С 1990 года — на дипломатической работе. Сотрудник Министерства иностранных дел Чешской Республики.
С мая 1990 по март 1994 года работала послом ЧССР и Чешской Республики в Польше.
В 1994—1995 гг. работала в отделе анализа и планирования МИД Чехии. С февраля 1995 года два года была личным секретарём Вацлава Гавела. С февраля 1997 года в течение следующих десяти лет, работала в аналитическом отделе по иностранным делам МИДа. В 1997—1999 годах была консультантом Комиссии по государственным отношениям и Совета епископов католической церкви. С 1995 по 2006 год работала в качестве наблюдателя за выборами в Боснии и Герцеговине, Косово, Грузии, Республике Македонии и Черногории.
С сентября 2007 года до смерти — посол Чешской Республики в Республике Албания.
Умерла скоропостижно.

## Награды
За заслуги в развитии чешско-польских отношений президент Польской Республики Лех Валенса наградил её Командорским Крестом Ордена Заслуг перед Республикой Польша.